# Dominik Kopeć
Dominik Kopeć (* 5. März 1995 in Łuszczacz) ist ein polnischer Leichtathlet, der sich auf den Sprint spezialisiert hat.

## Sportliche Laufbahn
Erste internationale Erfahrungen sammelte Dominik Kopeć im Jahr 2014, als er bei den Juniorenweltmeisterschaften in Eugene mit der polnischen 4-mal-100-Meter-Staffel mit 40,68 s im Vorlauf ausschied. Im Jahr darauf belegte er bei den U23-Europameisterschaften in Tallinn in 10,50 s den fünften Platz im 100-Meter-Lauf und wurde mit der Staffel in der Vorrunde disqualifiziert. Bei den IAAF World Relays 2017 auf den Bahamas schied er mit der 4-mal-100-Meter-Staffel mit 39,84 s im Vorlauf aus und anschließend erreichte er bei den U23-Europameisterschaften in Bydgoszcz das Halbfinale über 100 Meter und schied dort mit 10,57 s aus, während er im Staffelbewerb nach 40,11 s Rang sechs erreichte. 2018 schied er bei den Europameisterschaften in Berlin mit 10,29 s im Halbfinale aus und wurde mit der Staffel im Vorlauf disqualifiziert. Im Jahr darauf kam er bei den IAAF World Relays 2019 in Yokohama in der Vorrunde nicht ins Ziel. 2021 gelangte er dann bei den Halleneuropameisterschaften im heimischen Toruń im 60-Meter-Lauf bis ins Halbfinale und schied dort mit 6,69 s aus. Anfang Mai schied er bei den World Athletics Relays in Chorzów mit 39,34 s mit der 4-mal-100-Meter-Staffel in der Vorrunde aus und wurde mit der 4-mal-200-Meter-Staffel disqualifiziert. Im Jahr darauf schied er bei den Europameisterschaften in München mit 10,23 s im Halbfinale über 100 Meter aus und gewann mit der Staffel in 38,15 s gemeinsam mit Adrian Brzeziński, Przemysław Słowikowski und Patryk Wykrota die Bronzemedaille hinter den Teams aus dem Vereinigten Königreich und Frankreich.
2023 belegte er bei den Halleneuropameisterschaften in Istanbul in 6,53 s den vierten Platz über 60 Meter. Im Juni wurde er bei der 1. Liga der Team-Europameisterschaft im Rahmen der Europaspiele in Chorzów in 10,21 s Vierter über 100 Meter und gelangte mit der 4-mal-100-Meter-Staffel mit 38,94 s auf Rang fünf. Im August schied er bei den Weltmeisterschaften in Budapest mit 10,15 s im Halbfinale im Einzelbewerb aus und kam mit der Staffel im Vorlauf nicht ins Ziel. Im Jahr darauf schied er bei den Europameisterschaften in Rom mit 10,28 s im Halbfinale über 100 Meter aus und kam mit der Staffel im Finale nicht ins Ziel.
In den Jahren 2018 und 2019 sowie von 2021 bis 2023 wurde Kopeć polnischer Meister im 100-Meter-Lauf sowie 2018 und 2019 auch über 200 Meter. Zudem wurde er 2022 und 2023 Hallenmeister über 60 Meter.

## Persönliche Bestzeiten
- 100 Meter: 10,05 s (+0,1 m/s), 17. Juni 2023 in Dessau-Roßlau
  - 60 Meter (Halle): 6,53 s, 4. März 2023 in Istanbul
- 200 Meter: 20,59 s (+0,9 m/s), 15. August 2018 in Stettin
  - 200 Meter (Halle): 21,17 s, 18. Februar 2018 in Toruń